# Sparkasse Rattenberg
Die Sparkasse Rattenberg Bank AG ist ein Tiroler Bankunternehmen mit Sitz in Rattenberg und Teil der Sparkassengruppe in Österreich. Sie entstand 1910 als Gemeindesparkasse. Die Sparkasse ist Mitglied des Kooperations- und Haftungsverbundes der österreichischen Sparkassen und des Österreichischen Sparkassenverbands.

## Gründungsgeschichte
Schon im Jahre 1858 wurde vom Ministerium für Inneres die Gründung einer Sparkasse angeregt. Diese scheiterte aber am fehlenden Garantiekapital und (befürchteter) zu hoher Kosten für die Verwaltung. Erst am 1. Dezember 1909 wurde nach Haftungsübernahme durch die Stadtgemeinde Rattenberg die Genehmigung zur Gründung der Sparkasse der Stadt Rattenberg erteilt. Die Aufnahme des Geschäftsbetriebes erfolgte am 2. April 1910.

## Bauliche Entwicklung der Hauptanstalt
Von 1910 bis 1922 war der Sitz der Sparkasse im „alten Rathaus“ (Nr. 34), von 1923 bis 1924 im „ehemaligen Schulhaus“ (Nr. 10) und von 1924 bis 1959 im „Gasthof Ledererbräu“ (Nr. 59, siehe historisches Foto). 1959–1974 wurde das „Peham-Haus“ (Nr. 69) gemietet, 1974 angekauft und zum „Sparkassenhaus“ um- und ausgebaut. Die Sparkasse nützte die Räume im Erdgeschoß und im ersten Obergeschoß. 1982 wurde die Schalterhalle umgebaut und um Teile des Nachbarhauses erweitert. 1993 konnte das langfristig gepachtete, angrenzende „Mölgg-Haus“ in die Sparkasse einbezogen werden. Seit 2004 wird schließlich auch das gesamte zweite Obergeschoß des Sparkassenhauses von der Sparkasse genutzt.

## Wichtige Ereignisse
- 1959 Die Sparkasse kann endlich Geschäftsräume im Erdgeschoß direkt am Stadtplatz im sogenannten „Peham-Haus“ beziehen.
- 1974 Die erste Zweigstelle wird in Kramsach eröffnet.
- 1974 Das „Peham-Haus“ wird durch die Sparkasse erworben und wird so zum „Sparkassen-Haus“.
- 1999 Die „Sparkasse der Stadt Rattenberg“ wird durch Umgründung zur „Sparkasse Rattenberg Bank AG“. Gleichzeitig wird die „Anteilsverwaltungssparkasse“ durch die „Privatstiftung Sparkasse Rattenberg“ ersetzt.

## Gemeinnützige Projekte/Sponsoring
Durch gemeinsame Projekte und Sponsoring wurde der Verein Kinderheim in Rattenberg, umliegende Kindergärten, Schulen, Pfarren, das Augustinermuseum, das Museum Tiroler Bauernhöfe, die Freiwilligen Feuerwehren, die Bergrettungen, die Wasserrettung, Musikkapellen oder öffentliche Projekte unterstützt.